# Panda géant
Ailuropoda melanoleuca
Pour les articles homonymes, voir Panda.
Espèce
Répartition géographique
Statut de conservation UICN

 VU C2a(i);D1 : Vulnérable
Statut CITES
Statut CITES
Le Panda géant (Ailuropoda melanoleuca) est un mammifère de la famille des Ursidés (Ursidae), endémique de Chine centrale. Il fait partie de l'ordre des Carnivores, même si son régime alimentaire est constitué à 99 % de végétaux, principalement de bambou.
Endémique des régions montagneuses des provinces du Sichuan et du Gansu (dont une partie faisait partie des régions de l'Amdo et du Kham du Tibet oriental dans l'Empire du Tibet (629 – 877)), et du Shaanxi, il vit dans les forêts d'altitude, entre 1 000 et 4 000 mètres.
Le Panda géant est lié au Panda roux (Ailurus fulgens), avec lequel il possède des caractéristiques communes comme le  sixième doigt (faux pouce), qu'il partage également avec Simocyon batalleri, l'ancêtre européen du panda roux, de la taille d'un puma (voir site de Batallones-1, près de Madrid, 9 millions d'années). Ailurus fulgens appartient à une autre famille, les Ailuridae, dans la superfamille des Musteloidea (comprenant belettes, moufettes et procyonidés).

## Étymologie et histoire de la nomenclature
Le nom normalisé chinois actuel, est  grand chat-ours  (大熊猫, dà xióngmāo), soit 大, grand, chinois : 熊 ; pinyin : xióng ; litt. « ours » et chinois : 猫 ; pinyin : māo ; litt. « chat ».
Le terme en sherpa du Népal et du Sikkim est ye niglva ponva, mais désigne le panda roux et wah donka. Cela a été traduit en népalais : nigálya pónya, signifiant bambou (qui a donné panda en français) ou nigálya signifiant coussinet. Le terme est traduit par ponya en tibétain : ཕོ་ཉ, Wylie : pho nya, THL : ponya mais le terme le plus utilisé au Tibet est domtra (tibétain : དོམ་ཁྲ, Wylie : dom khra, THL : dom tra), signifiant ours-panaché.
Le nom de genre Ailuropoda (ou anciennement Ailurope) vient du grec αἴλουρος / ailouros, chat et de πούς, ποδός / pous, podós, pied, soit à pied de chat. L’épithète spécifique melanoleuca vient du grec μέλας, μέλανος / mélas, mélanos, noir et λευκός / leukós, blanc.
Durant son séjour en Chine, Armand David (1826-1900) missionnaire botaniste et zoologue collecte  des milliers des spécimens de plantes et d’animaux, encore non décrits. Il les prépare et les envoie par caisses entières au Muséum national d’Histoire naturelle pour description et classification. Ainsi, parmi les mammifères découverts, le Panda géant du Tibet oriental a rendu célèbre le père David. Durant sa seconde mission d’exploration naturaliste en Chine centrale, il se fixe à Dengchigou (dans le xian de Baoxing actuel), à 200 km à l’ouest de Chengdu, capitale du Sichuan, dans une région d’ethnie tibéto-birmane Jiarong (au XIXe siècle, en chinois Mantze 蛮族 manzu, barbare).
Chez un chasseur local, le père David voit pour la première fois la peau de ce qui semble être un ours blanc et noir de belle taille. Dix jours plus tard, le 23 mars 1869, des chasseurs lui apportent un jeune ours blanc selon leur terme, capturé vivant mais tué pour la commodité du transport. A. David note : « Le jeune ours blanc qu’ils me vendent fort cher, est tout blanc, à l’exception des quatre membres, des oreilles et du tour des yeux, qui sont d’un noir profond. Ces couleurs sont les mêmes que celles de la peau adulte que j’ai examinée l’autre jour chez le chasseur Li. Il s’agit donc d’une nouvelle espèce d’ursidé qui est très remarquable non seulement par sa couleur, mais encore par ses pattes velues en dessous et par d’autres caractères ».
Il joint à la caisse emportant l’animal à Paris, une note descriptive : « Ursus melanoleucus, provist. – un mâle adulte avec tous ses os, une jeune femelle avec son squelette aussi […] Il est très difficile de tuer cet ours et pour avoir ce vieux mâle que je vous envoie, douze ou quinze chasseurs ont dû travailler pendant un demi-mois et sacrifier bon nombre de leurs chiens » (Armand David, octobre 1869) 
Le zoologue Milne-Edwards du Muséum national d’Histoire naturelle qui analyse la caisse envoyée par le père David indique : « L’animal qui, sans contredit, présente le plus d’intérêt, est celui que M. l’abbé David nous avait signalé sous le nom d’Ursus melanoleucus. Par sa forme extérieure, il ressemble en effet beaucoup à un Ours, mais les caractères ostéologiques et le système dentaire l’en distinguent nettement et le rapprochent des Pandas et des Ratons. Il doit constituer un genre nouveau que j’ai appelé Ailuropoda. »
Dans un premier temps, le panda géant aura plusieurs dénominations bien différentes, au début du XXe siècle, les ouvrages de vulgarisations utilisait les noms d’ « ours du père David » ou encore « ours noir et blanc », le véritable panda étant le panda roux. Jusqu'en 1901, il fut connu des anglophones sous le nom de parti-coloured bear.

## Description

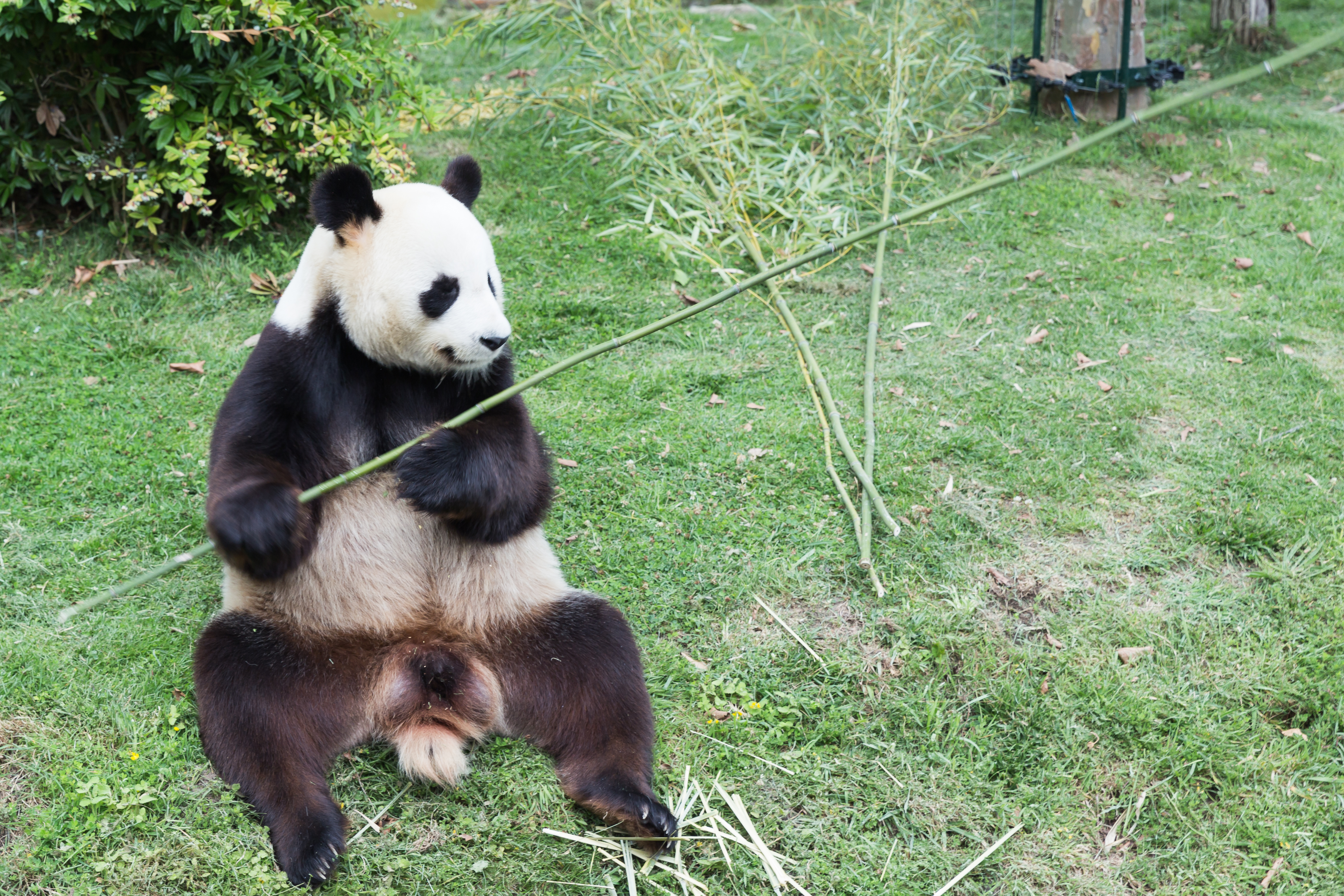
Ailuropoda melanoleuca (Panda géant) mâle au ZooParc de Beauval à Saint-Aignan-sur-Cher, France.

Le panda géant est volumineux et massif, de 80 à 125 kg, avec une moyenne de 105,5 kg ; il mesure de 1,50 à 1,80 mètre de longueur, avec une moyenne de 1,65 mètre. Comme chez la majorité des grands mammifères, les femelles sont généralement plus petites et moins massives.
De fourrure noire et blanche, le panda est majoritairement blanc, avec les oreilles, les pattes et le contour des yeux noirs. Son pelage épais le protège du froid des régions de haute altitude où il vit.
Le panda possède six doigts dont un faux pouce opposable à ses cinq doigts. Phénomène de convergence évolutive, il provient de la transformation d'un os du poignet modifié (l'os sésamoïde). Stephen Jay Gould a utilisé cette particularité anatomique comme exemple de « bricolage évolutif » dans son essai Le Pouce du panda. Ce pouce est une adaptation liée à l'alimentation (servant notamment à attraper les tiges de bambou) ou au déplacement.
Herbivore, il a 42 puissantes dents pour broyer les bambous consommés en grande quantité.
Son ouïe et son odorat sont très fins. Sa vue, en revanche, est plutôt médiocre (moins bonne que celle du chat ou de l'homme).

## Taxonomie
La classification taxonomique précise du panda a longtemps été discutée. Ainsi, « dans le passé, le panda roux a été classé dans une famille séparée, les Ailuridae avec le panda géant », mais cette classification est aujourd'hui abandonnée au bénéfice d'un classement du Panda géant chez les ursidés, classification basée sur sa dentition, l'étude de son squelette et la génétique,.
Autre classification devenue obsolète, « tant le panda géant [...] que petit panda roux (Ailurus fulgens) ont été regroupés dans le passé comme procyonidés », la famille des ratons laveurs. Même si cette classification est également abandonnée, elle rappelle que les ursidés et les procyonidés sont deux sous-groupes assez proches parmi les carnivora.
Deux sous-espèces sont distinguées, la sous-espèce type A. m. melanoleuca et A. m. qinlingensis, le panda de Qinling qui se trouve dans la province du Shaanxi.
Sa description tardive en Occident s'explique par son habitat situé dans des régions difficiles d'accès aux Européens avant le milieu du XIXe siècle.

### Sous-espèce
Le Panda de Qinling est une sous-espèce de panda résidant uniquement dans les montagnes de Qinling en Chine a une altitude de 100 à 3 000 m. Il se distingue notamment par sa fourrure ventrale brune.
En 2019, un panda albinos est photographié pour la première fois dans le sud-ouest de la Chine.

## Dénominations en langue commune et classique

### Daxiongmaoen chinois moderne
Le nom chinois actuel de l’animal est « grand chat-ours » 大熊猫, dà xióngmāo. Cette composition est pour le moins bizarre, puisqu'en chinois contemporain écrit de gauche à droite, la tête (ou noyau) d'un syntagme nominal étant en fin (à droite), il s’agirait d’un chat ayant des qualités d’ours et non l’inverse.
L’origine de cette incohérence, viendrait selon le professeur Hu Jinchu 胡锦矗, d’une erreur de sens de lecture des caractères. Rappelons qu'ils peuvent se lire traditionnellement aussi bien verticalement de haut en bas, ou horizontalement de droite à gauche ou de gauche à droite (ordre qui s’est imposé sur le continent dans les années 1950, bien avant qu’à Taiwan). Lorsque le 11 août 1939, un grand panda a été transféré de l’Université de Chengdu au parc Beibei de Chongqing pour une exposition, on créa de toutes pièces un nom chinois. Ce nom écrit horizontalement sur un panneau était en chinois (et en anglais) « 猫熊 », soit en lecture gauche-droite maoxiong, « ours-chat », ours ayant des caractéristiques du chat (peut -être une allusion au genre Ailuropoda « à pied de chat »). Mais les visiteurs qui avaient l’habitude de lire les livres de droite à gauche et qui ne connaissaient pas l'animal, ont lu xiongmao « chat-ours ». Cet usage oral s’est par la suite imposé en Chine.
Toutefois, l’ordre inverse a été recommandé à Taiwan. En mai 2008, après l’élection à la présidence de Taiwan de Ma Ying-jeou, un président favorable à l’unification avec la Chine continentale, celle-ci offrit deux pandas géants Tuan Tuan et Yuan Yuan à Taiwan. On fit alors valoir que le nom devait être rectifié : l’animal était un ours et pas un chat et devait être appelé 猫熊 maoxiong.
Jusqu'au début du XXe siècle, le panda géant qui vit dans les forêts de bambous de montagne, à hautes altitudes, loin des hommes était peu connu des Chinois, à part des chasseurs locaux du Kham oriental qui l’appelaient baixiong 白熊 « ours blanc » d’après le père David ou huaxiong 花熊  « ours fleuri » pour les paysans du Sud Shaanxi,.
À la suite de l’adoption d’un logo le représentant par le WWF, le panda devint rapidement une célébrité mondiale, à la fin du XXe siècle. Les autorités politiques chinoises surent en tirer bénéfice en pratiquant une diplomatie du panda. Il fut même élu « Trésor national de la Chine »[réf. nécessaire].

### Moen chinois classique
Pour être digne du titre, il ne restait plus qu’à l’insérer dans le cours de la longue histoire culturelle de la Chine. Toutefois si le panda avait un nom en chinois classique, il avait été oublié. Des érudits chinois comme le professeur Hu Jinchu tentèrent alors de le rapporter à la multitude d’animaux mythiques et de  monstres étranges du « Classique des montagnes et des mers » (Shanhaijing) et du « Classique des vers » (Shijing) ; pour lui, le panda géant possède plus de 30 dénominations dans la riche littérature chinoise.
À partir des années 1970, certains, le reconnurent plus particulièrement dans le plus ancien dictionnaire Er ya sous les traits  de « 貘  mo, le léopard blanc ». Le Shuowen Jiezi, un dictionnaire de caractères du IIe siècle, définit ainsi ce même 貘 mo: « comme un ours, de couleur jaune et noir, venant du Shu » (l’actuel Sichuan),. Guo Pu 郭璞 (276-324) dans ses commentaires de Er ya, note comme le Shuowen que le 貘 mo est « comme un ours, avec une petite tête, des pattes courtes, un mélange de noir et blanc ». Guo Pu précise que ses os sont solides, qu'il peut manger du fer et du cuivre et qu’il vit dans les monts Qionglai (situés dans le Sichuan),.
Au XVIe siècle, le médecin Li Shizhen reprend à propos de 貘 mo, les informations de la tradition et cite Su Song (1020-1101)  « il est présent à Qian, à Shu et sur le mont Emei. Le Mo a une trompe d’éléphant, des yeux de rhinocéros, une queue de vache, et des pattes de tigre. Il mange les chaudrons des indigènes » (Bencao gangmu).

Lithographie de 貘 mo, (Journal asiatique 1824) utilisé par Bai Juyi pour détourner les influences maléfiques

Une illustration chinoise sur bloc de bois donne une représentation quadripartite  de l’animal (en quatre parties associées à quatre animaux) tel que le poète des Tang, Bai Juyi l’avait décrit au IXe siècle et que Li Shizhen au XVIe siècle avait repris.
Le sinologue Abel-Rémusat (1788-1832) ayant trouvé cette illustration de 貘 mo dans une encyclopédie chinoise, en a donné une reproduction dans le Journal asiatique du 1er mars 1824 (voir illustration ci-contre). Il y fait l’hypothèse hasardeuse qu’il s’agirait d’un tapir oriental. Sachant qu'on peut établir maintenant qu’il n’y a pas eu de tapir en Chine à l’époque historique, cette erreur eut cependant des conséquences considérables. Donald Harper montre qu’au milieu du XIXe siècle, pour les zoologues européens et les dictionnaires bilingues chinois, mo désignait le tapir. Et à la fin du siècle, cette hypothèse était considérée comme un fait bien établi par la science au Japon et en Chine. En 1885 au Japon, un manuel de zoologie et en 1915 en Chine un dictionnaire Ciyuan, interprètent mo 貘 comme un tapir. Les scientifiques chinois utilisèrent le caractère mo 貘 pour créer les noms de genre 貘属 moshu Tapirus et de famille 貘科 moke Tapiridae et bien sûr d’espèce 馬來貘 malai mo, Tapirus indicus. Les scientifiques japonais ont aussi utilisé les kanas.
Dans un article très érudit et bien argumenté, Donald Harper s'efforce d'établir, avec la même méthode philologique et historique que celle d’Abel-Rémusat (dit-il, page 187), qu’il est possible maintenant, deux siècles plus tard, de retrouver dans les textes anciens, la valeur de « grand panda » que 貘 mo avait avant l’amnésie collective du XIXe siècle.
En tibétain son nom signifie ours-panaché (tibétain : དོམ་ཁྲ, Wylie : dom khra).

## Habitat et répartition
« Le panda géant est confiné à la Chine du Centre-Sud. Actuellement[Quand ?], il se trouve dans certaines parties de six chaînes de montagnes isolées (Minshan, Qinling, Qionglai, Liangshan, Daxiangling et Xiaoxiangling), dans les provinces du Gansu, du Shaanxi et du Sichuan (environ 75 % de la population habite la province du Sichuan). L'habitat du panda englobe environ 30 000 kilomètres carrés entre 102 et 108,3° de longitude est, et 28,2 à 34,1° de latitude nord ».

Le Panda géant vit dans des forêts d'altitude de bambous - entre 1 800 à 3 500 m d’altitude, un habitat qui n'a cessé de régresser au profit de l'extension agricole, ne lui laissant aujourd'hui que des îlots fragmentésdans six régions chinoises.

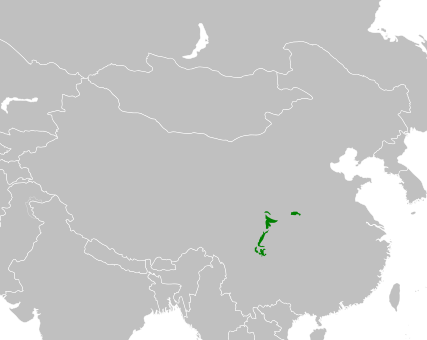
Répartition du panda géant en Asie.

En 2014, 26 réserves hébergent environ 60 % des 1 000 à 3 000 pandas existant. Au sein de ces parcs protégés comme en pleine nature, les animaux sont éparpillés en minuscules groupes ne circulant pas librement d’une montagne à l’autre en raison des vallées occupées par l’homme, ce qui constitue un frein à la reproduction et au brassage génétique garant de la continuité de l'espèce.

## Écologie et éthologie

### Alimentation

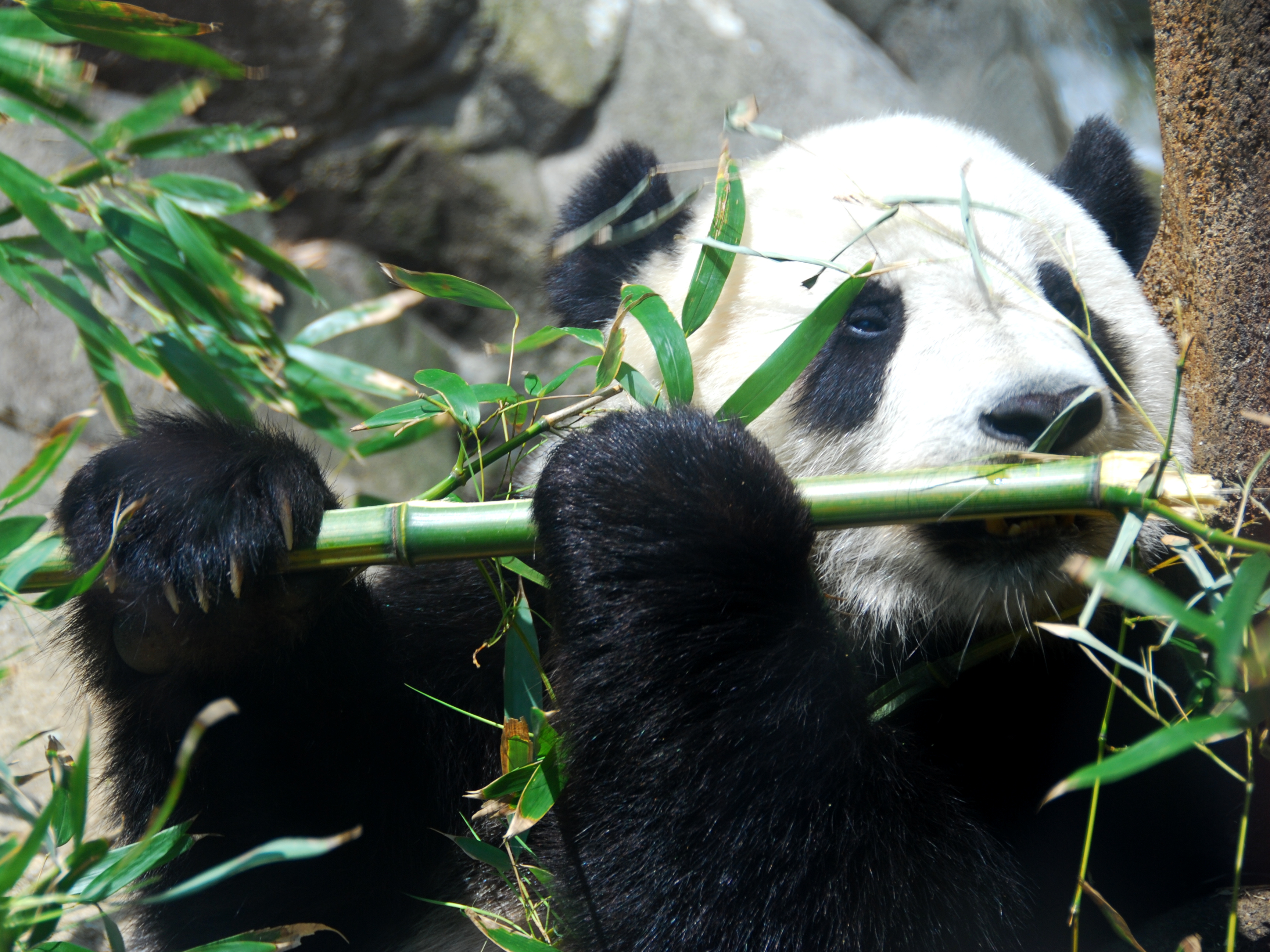
Tai Shan au Zoo National de Washington DC.

Le panda géant est habituellement représenté mangeant paisiblement du bambou plutôt que chassant, ce qui ajoute à son image de l'innocence. En effet, bien que classé parmi les Carnivores (classe des Carnivora), cet animal se nourrit principalement de végétaux. Même s'il a été rapporté qu'il mange à l'occasion des œufs et des insectes, son régime alimentaire est constitué à 99 % de végétaux, quasi uniquement de bambous (jusqu'à 20 kg par jour), bien que cette plante soit peu digeste, mais peut inclure ponctuellement d'autres végétaux, et même un peu de viande (petits rongeurs, poissons...). Son origine de Carnivore explique d'ailleurs qu'il dispose d'un système digestif capable de digérer de la viande. Son microbiote serait plus proche de celui de ses homologues carnassiers ou omnivores, que de celui des herbivores stricts. Il possède peu des bactéries que l'on retrouve chez les herbivores, tels que les ruminants, qui décomposent la cellulose, composant principal du bambou. Les scientifiques pensent que les pandas ont commencé à manger du bambou à une époque lointaine où les autres sources de nourriture sont devenues rares, et auraient vécu sur cette niche alimentaire depuis quatre millions d'années.
Son faux pouce lui permet de cueillir et de tenir les tiges de bambou. Il passe près de 14 heures par jour à les mastiquer en raison de sa faible capacité à assimiler la cellulose (privé de cæcum, comme n'importe quel ursidé, il ne peut en digérer que 17 %). Les pousses sont avalées tout entières, mais il ne garde que le cœur et rejette l'écorce. Le transit intestinal dure environ huit heures. Beaucoup de forêts de bambous chinoises sont aujourd'hui exploitées par l'homme ou ont été défrichées pour devenir des terres cultivables. C'est une des raisons de la forte régression de l'espèce, qui ne dispose plus de son aliment de base.
Le génome du panda a été séquencé par une équipe chinoise en 2010 : les 21 000 gènes contiennent notamment tous ceux codant les enzymes caractéristiques d'un régime carnivore (typique des Ursidés) mais le gène encodant le récepteur de la saveur umami est muté, ce qui pourrait rendre inactif ce récepteur sensible à la saveur des viandes et ainsi expliquer en partie pourquoi le panda a un régime alimentaire essentiellement végétarien, alors qu'il est, du point de vue phylogénétique, un carnivore.

### Reproduction

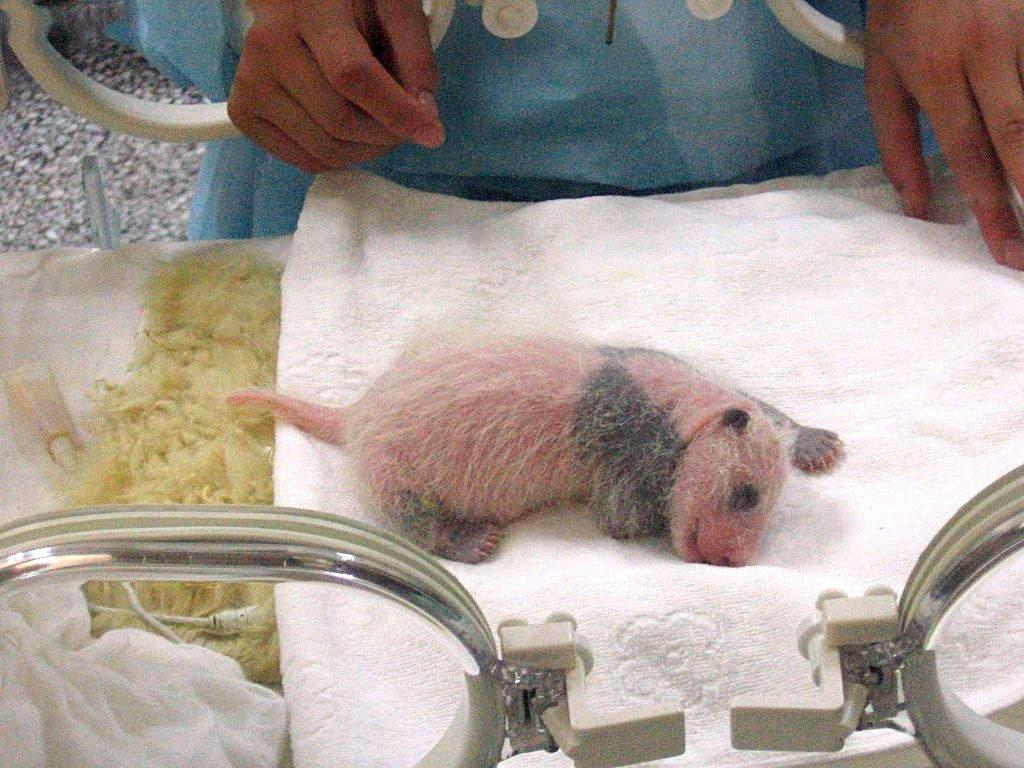
Un bébé panda dans un incubateur.

Les pandas atteignent une maturité sexuelle entre 5 ans et demi et 6 ans. Ils ne peuvent se reproduire que quelques jours par an, ce qui rend leur reproduction difficile. La durée de la gestation est d'environ 112 à 163 jours (137,5 jours en moyenne). La mère peut donner naissance à un ou deux petits, rarement trois, avec une moyenne de 1,7 petit par portée. Cependant celle-ci ne s'occupe que d'un seul petit et les autres meurent rapidement, peut-être parce que l'énergie nécessaire pour en élever plus est trop élevée, mais le débat n'est pas clos sur cette question. En ce qui concerne les animaux en captivité, afin d'éviter cette perte, des chercheurs américains font actuellement des études sur le fait d'alterner les petits, ainsi la mère s'occupe des deux petits sans s'en rendre compte. À sa naissance, le petit pèse à peine entre 85 et 140 grammes (110 grammes en moyenne), est rose, aveugle et sans fourrure, totalement dépendant de sa mère ou d'un incubateur. La différence de poids entre un petit à la naissance et sa mère est dans un rapport d'un sur 800 ou 900 (un sur 20 pour l'homme), le plus élevé des mammifères placentaires, surpassé seulement par les marsupiaux,. Après environ 46 semaines, le petit est totalement sevré, et il peut se débrouiller seul à environ 18 mois.
Ayant une fécondité naturellement faible, ils ont aussi beaucoup de difficultés à se reproduire en captivité. Le mâle, avec sa nourriture à portée de main, prend l'habitude de ne pas faire d'efforts, même pour se reproduire. Des problèmes psychologiques renforcent ce phénomène.
Au Centre de recherche sur la reproduction des pandas géants à Chengdu (Chine), seulement 10 % d'entre eux s'accouplent, et seulement 30 % des femelles accouplées font des petits.
Afin de sauvegarder cette espèce menacée, les zoos et les centres d'élevage ont souvent recours à l'insémination artificielle. Les premiers succès de cette technique ont été obtenus au zoo de Pékin dès 1978.

### Longévité
L'espérance de vie moyenne en captivité pour un panda géant est généralement de 20 à 25 ans. Cependant, certains individus ont dépassé cette espérance de vie. Xin Xing, une femelle hébergée au zoo de Chongqing en Chine, détenait le record de longévité en captivité à sa mort le 8 décembre 2020, ayant atteint l'âge remarquable de 38 ans et 4 mois. Ceci est considéré comme l'équivalent d'environ 110 années humaines. Avant Xin Xing, le record était détenu par Jia Jia, une autre femelle panda hébergée à l'Ocean Park Hong Kong, qui a vécu jusqu'à l'âge de 38 ans, décédée le 16 octobre 2016 (l'équivalent de 100 années humaines). En ce qui concerne la longévité des pandas géants dans la nature, elle reste moins bien connue mais serait d'environ une quinzaine d'années.

### Pathologie
Une femelle panda est morte en 2014 dans un zoo en Chine après des symptômes gastroentériques et respiratoires, attribués à une infection par Toxoplasma gondii, agent de la toxoplasmose, maladie qui peut affecter la plupart des animaux à sang chaud et les humains.

## Le panda géant et l'homme

### Menaces et protection
Cette espèce, très menacée, figure sur la liste des espèces de l'annexe I de la CITES (Convention sur le commerce international des espèces de faune et de flore sauvages menacées d'extinction, dite convention de Washington).
En Chine, tuer un panda a longtemps été passible de peine de mort, mais cette peine a été remplacée par de la prison en 2010.
Une ambitieuse politique de protection a permis à l’espèce de se développer. En 2016, celle-ci est passée du statut « en danger » à « vulnérable » sur la liste rouge de l’Union internationale pour la conservation de la nature. Les autorités chinoises ont commencé dès les années 1960 à créer des réserves afin de protéger les pandas.
Actuellement[Quand ?], il y a environ 2 000 pandas vivant à l'état sauvage, principalement dans les provinces de Sichuan et Shaanxi en Chine, et près de 600 pandas vivant en captivité.

#### À l'état sauvage
Leur habitat se réduit sans cesse, car les hommes abattent de plus en plus les forêts pour le bois et l'agriculture, et il reste donc de moins en moins de bambous.
De plus, les pandas géants sont parfois tués pour leur pelage ou meurent dans des pièges qui ont été placés pour attraper d'autres animaux. Le léopard des neiges peut aussi exercer une prédation, en particulier sur des jeunes.
Le bambou lui-même représente un problème pour la survie des pandas géants. Une fois que le bambou fleurit — tous les 65 à 120 ans environ — il meurt, et il faut compter dix ans avant que de nouvelles pousses aient une taille suffisante pour servir de nourriture. Parfois, des forêts entières de bambous disparaissent ainsi, et le panda n'a plus de quoi se nourrir. Autrefois, lors des périodes de floraison grégaire, les pandas pouvaient migrer vers d'autres zones où des cohortes de bambous non florifères étaient en phase de croissance. Cependant, la fragmentation du territoire induite par l'expansion de l'agriculture, empêche désormais les pandas de se déplacer comme il le faisaient auparavant vers des zones de bambous en phase de végétation. Ainsi, la menace principale pour la population de pandas est principalement liée à la destruction de leur habitat plutôt qu'à la floraison grégaire des bambous.
La fragmentation de leur habitat est particulièrement dangereuse pour les pandas, vu qu'ils doivent s'adapter aux cycles de vie des bambous. De petites populations isolées de pandas géants, dont le régime alimentaire se compose quasi exclusivement de diverses variétés de bambou que l'on trouve dans les hautes régions montagneuses, sont confrontées à un risque de croisements d'animaux de même souche. De tels croisements réduisent la résistance aux maladies, l'adaptabilité aux changements environnementaux et les taux de reproduction[réf. nécessaire].
Plusieurs projets de protection ont été mis en place, comprenant entre autres la création de 33 réserves réparties dans les provinces de Sichuan, Gansu et Shaanxi, en Chine, à l’est du plateau tibétain, où vivent les pandas géants.
Les programmes de protection du panda englobent aussi la formation de gardes spécialisés dans la lutte contre le braconnage, la mise au point de plans de gestion pour toutes les réserves, nouvelles et existantes, et la poursuite de l’étude des pandas sur le terrain.

#### En captivité

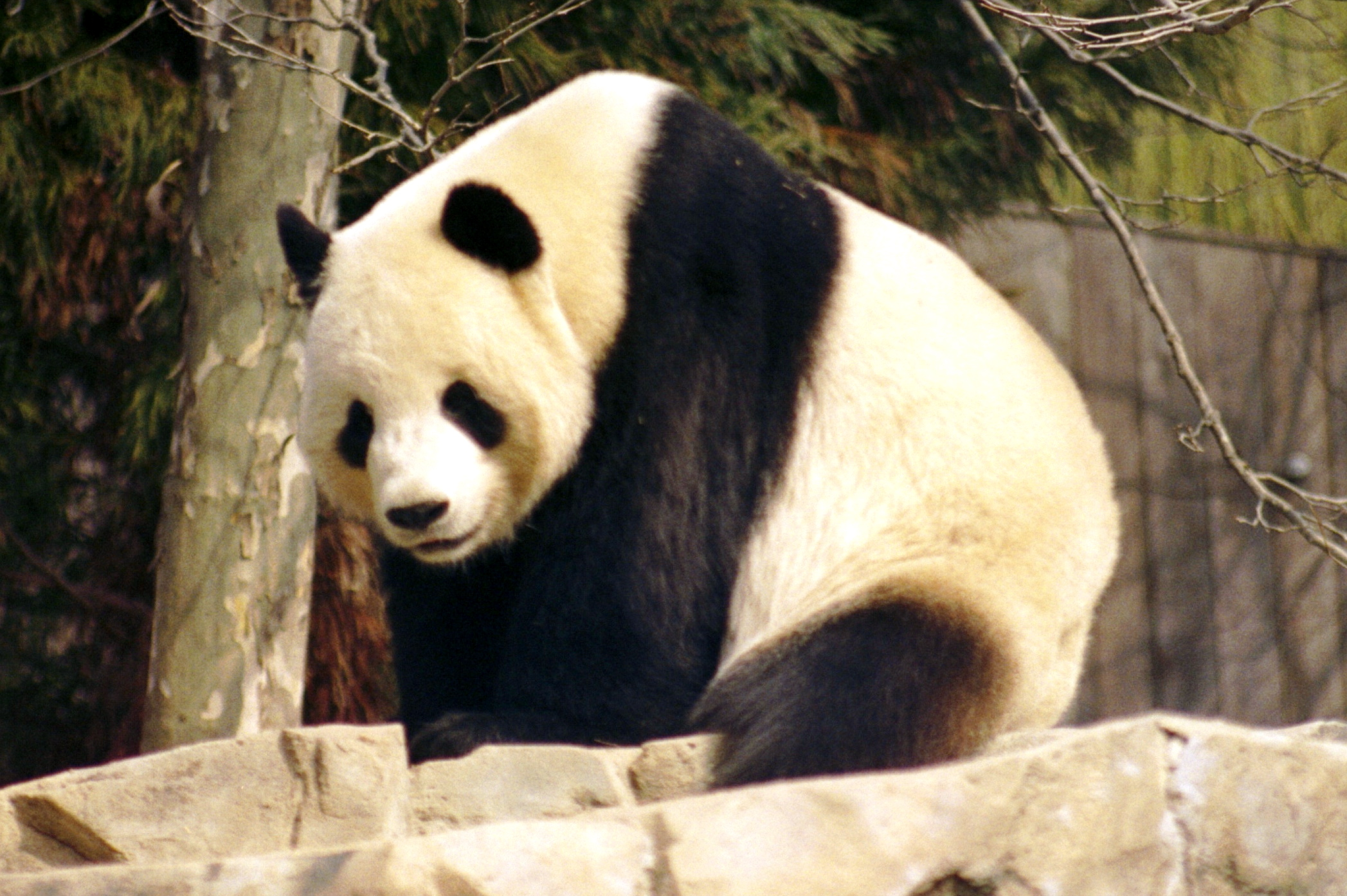
Tian Tian au zoo national de Washington, offert par la Chine.

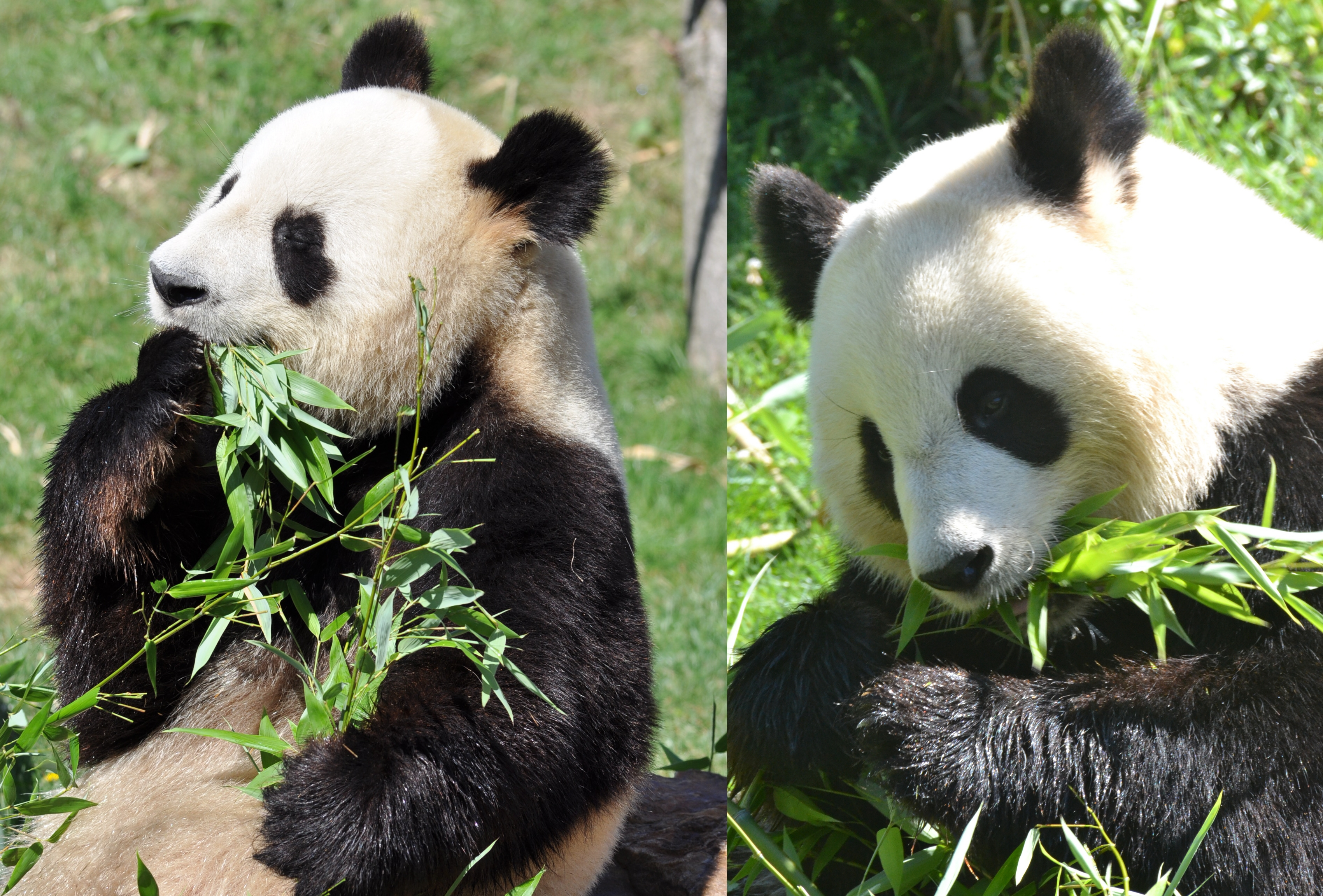
Yuan Zi et Huan Huan : les deux pandas du ZooParc de Beauval.

Su Lin est le premier panda capturé et déplacé en dehors de son pays d'origine. L'animal, âgé d'environ 9 semaines, est capturé par l'exploratrice Ruth Harkness (en) en 1936 et amené en Amérique avant d'être acheté par le zoo de Brookfield avril 1937. Il mourut seulement deux ans plus tard d'une pneumonie, mais marqua le début d'une vaste série de pandas emmenés de Chine à l'étranger.
Les pandas géants font l'objet d'un important programme d'élevage en captivité en Chine, et dans une moindre mesure dans d'autres pays. Les scientifiques chinois ont développé des techniques de fécondation artificielle pour contourner le principal problème concernant la reproduction des pandas géants : le fait que ceux-ci ne soient naturellement en chaleur que quelques jours par an.

« En 2005, 21 pandas, nés à la suite d'inséminations artificielles, ont survécu en Chine. »

Hors de Chine, très peu de zoos en détiennent. Il en existe actuellement 19, répartis dans 17 pays hors Taïwan : deux aux États-Unis, un au Mexique, un en Russie, un à Singapour, un en Indonésie, un en Espagne, un au Danemark, un en Autriche, un en Allemagne, deux au Japon, un en Australie, un en France, un en Belgique, un en Malaisie, un en Corée du Sud, un aux Pays-Bas et un au Qatar, pour un total de 47 individus captifs. Dans les années 1970 et 80, plusieurs autres zoos (Paris, Londres, Moscou…) avaient « leur » panda, généralement offert à titre de cadeau diplomatique par la Chine. Depuis 1984, les pandas acquis par des zoos étrangers sont loués par le gouvernement chinois, à un prix très élevé (l'argent allant à un fonds de protection des pandas dans leur milieu naturel, sous la direction de la CITES). De ce fait, très peu de zoos en possèdent, d'autant que le simple entretien de l'animal est très onéreux, et que sa reproduction est exceptionnelle. Ainsi, le zoo d'Ueno près de Tokyo s'est vu prêter en février 2011 deux pandas pour dix ans, pour un prix de 950 000 dollars par an[réf. nécessaire]. Le 15 janvier 2012, deux pandas géants, Yuan Zi et Huan Huan, ont été accueillis au ZooParc de Beauval, en Loir-et-Cher (France), ils ont eu un petit Yuan Meng (« un souhait qui se réalise ») né le 4 août 2017. Le 25 mars 2013, deux autres pandas géants, Da Mao (le mâle) et Er Shun (la femelle), ont été accueillis au zoo de Toronto, au Canada, pour une période de cinq ans (2013-2018). Ils sont ensuite allés au zoo de Calgary et doivent y rester pendant cinq autres années (2018-2023) pour enfin retourner en Chine. La femelle, Er Shun, a donné naissance à des jumeaux le 13 octobre 2015. Ces jumeaux ont été nommés Jia Panpan (« Espoir canadien » en chinois) et Jia Yueyue (« Joie canadienne » en chinois).
Un autre couple de pandas géants, Xing Hui (le mâle) et Hao Hao (la femelle), est arrivé le 23 février 2014 au parc zoologique de Pairi Daiza, en province de Hainaut (Belgique) pour une période de quinze ans. Fécondée par insémination artificielle en février 2016, la femelle Hao Hao a donné naissance à un petit le 2 juin 2016. Ce petit a été nommé Tian Bao (« Trésor du Ciel » en chinois). Le 8 août 2019, à Pairi Daiza (en Belgique), la femelle Hao Hao donne à nouveau naissance à la suite d'une insémination effectuée en avril 2019 et cette fois-ci, elle accouche de faux jumeaux, un mâle nommé Bao Di et une femelle nommée Bao Mei.

### Mythes
Il existe différents mythes à propos des taches noires du panda qui diffèrent un peu selon les sources et le lieu d'origine.
Un mythe chinois populaire raconte qu'autrefois, les pandas étaient complètement blancs, mais, qu'un jour, quand la plus jeune de quatre sœurs mourut, les autres trempèrent les mains dans de la cendre en signe de deuil. En pleurant, ils se frottèrent les yeux pour essuyer leurs larmes, se consolèrent en entourant leurs bras autour d'eux et se bouchèrent les oreilles pour ne pas entendre les pleurs. Le mythe veut que ces taches de cendre soient restées sur leur fourrure.
Un autre mythe, provenant du Tibet, raconte que ce serait une bergère qui aurait sauvé d'un léopard un bébé panda qui se promenait avec sa mère. La bergère qui s'interposa pour défendre le jeune panda mourut, et tous les pandas, émus par son courage, pleurèrent avec de la cendre dans les mains pour respecter les rites de l'endroit.
En réalité, les taches blanches du visage, du cou et du ventre du panda ont une fonction de camouflage, permettant au panda de se dissimuler dans la neige, pour ne laisser apparaître que ses yeux et ses oreilles. Les taches noires au niveau des oreilles seraient un signe de férocité, servant à effrayer les panthères des neiges et les chacals, et la tache noire autour des yeux pourrait permettre aux pandas de s'identifier.

### Culture populaire
- Le panda a été choisi comme logo par l'association WWF qui se consacre à la protection de la nature, c'est une espèce porte-drapeau pour la conservation de la faune[53].
- Il est représenté depuis longtemps dans l'art ayant rapport avec la Chine, où il occupe une place privilégiée. Par exemple :
  - la série de jeux vidéo de combat Tekken où Panda est la garde du corps de la combattante chinoise Ling Xiaoyu[54]. Panda est une femelle panda dont le style de combat se rapproche de Kuma (ours qui est secrètement amoureux d'elle). Elle apparaît dans Tekken 3, Tekken Tag Tournament, Tekken 4, Tekken 5, Tekken 5: Dark Resurrection, Tekken 6, Tekken Tag Tournament 2 et Tekken 7[55];
  - les deux films d'animation japonais regroupés sous le titre Panda Petit Panda (1972-1973), réalisés par Hayao Miyazaki et Isao Takahata, ont un bébé panda pour personnage principal ;
  - dans le manga Ranma ½ de Rumiko Takahashi (publié en 1987-1996) et la série télévisée d'animation qui en a été tirée à partir de 1989, le père de Ranma, Genma Saotome, qui est l'un des personnages principaux de l'histoire, se transforme en panda lorsqu'on l'asperge d'eau froide et redevient humain une fois aspergé d'eau chaude. Expert en arts martiaux, il est capable de se battre sous ces deux formes ;
  - le film d'animation américain Kung Fu Panda a pour personnage principal un panda se consacrant aux arts martiaux.
- Un célèbre livre de Lynne Truss (en), intitulé Eats, Shoots and Leaves, est un essai sur l'importance de la ponctuation. Le titre fait référence à la définition du panda dans le dictionnaire en anglais qui, par simple ajout d'une virgule, la transforme de « mange des pousses et des feuilles » en « mange, tire et s'en va » (eats shoots and leaves devenant eats, shoots and leaves).
- Le Pouce du panda est un livre de Stephen Jay Gould, contenant un essai traitant de biologie de l'évolution portant le même titre.
- Little Panda est un film américain (également adapté en français sous le titre La Grande Aventure du Panda).
- Dans le jeu vidéo Sly Raccoon, sorti en 2002, et premier jeu de la série du même nom, le panda géant est représenté par le Panda King. Il est l'un des ennemis du héros du jeu, à savoir Sly Cooper. Le Panda King est un expert démolisseur et un pyromane adepte des feux d'artifice. Il vit dans les montagnes de Kunlun, en Chine. Il apparaît également dans Sly 3, où il intègre le clan Cooper.
- Le jeu MMORPG World of Warcraft propose à ses joueurs, dans Mists of Pandaria, d'incarner un Pandaren, une race ayant les traits du panda[56].
- Dans sa chanson Pandi-Panda, Chantal Goya fait l'éloge de la protection des pandas.
- Le chanteur allemand Cro a pour caractéristique de porter un masque de panda dans ses clips et sur scène.
- Dans le jeu vidéo Overlord II il est possible de rencontrer des pandas qui deviennent très agressif si on touche à leur bambou[57], il faut alors utiliser des sbires verts pour les éliminer.
- Dans les MMORPG Dofus et Wakfu, il est possible d'incarner un « Pandawa », sorte de panda anthropomorphe.
- Le Panda fait aussi une apparition remarquée et est même la cause d'une aventure au côté d'un autre animal protégé : le Marsupilami dans la bande dessinée de Franquin-Batem-Greg Marsupilami tome 2 : Le Bébé du bout du monde. Après diverses aventures le Marsupilami et sa famille doivent sauver et s'occuper d'un bébé Panda égaré en forêt Palombienne.
- Le constructeur de voiture FIAT a dédié le nom Panda à une voiture citadine, la Fiat Panda.
- Tao Tao, série d'animation japonaise des années 1980, dont le personnage principal est un petit panda nommé Tao Tao.
- Anarchopanda est un personnage impliqué dans la grève étudiante québécoise de 2012.
- Les Pokémons Pandespiègle et Pandarbare sont inspirés du Panda.
- Dans le manga Beastars de Paru Itagaki, Gohin est un panda travaillant notamment en tant que médecin et thérapeute au marché noir.
- Dans le manga Jujutsu Kaisen le personnage de Panda apparaît, il s'agit d'un panda, bipède, parlant et possédant des super pouvoirs.